# Berliner Luftbrücke

Berliner beobachten die Landung eines Rosinenbombers auf dem Flughafen Tempelhof, 1948, Fotografie von Henry Ries

Die Berliner Luftbrücke diente der Versorgung des Westteils der Stadt Berlin durch Flugzeuge der Westalliierten, nachdem die sowjetische Besatzungsmacht die Land- und Wasserwege von der Trizone zu den West-Sektoren Berlins vom 24. Juni 1948 bis 12. Mai 1949 durch die Berlin-Blockade gesperrt hatte. Am 30. September 1949 wurde die Luftbrücke offiziell beendet.

## Geschichte

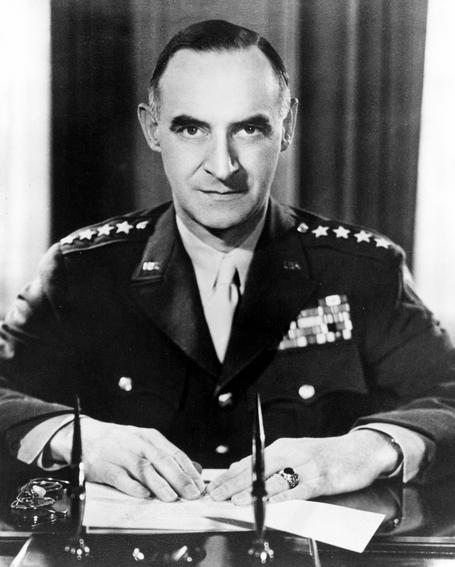
General Lucius D. Clay, Militärgouverneur der US-amerikanischen Besatzungszone

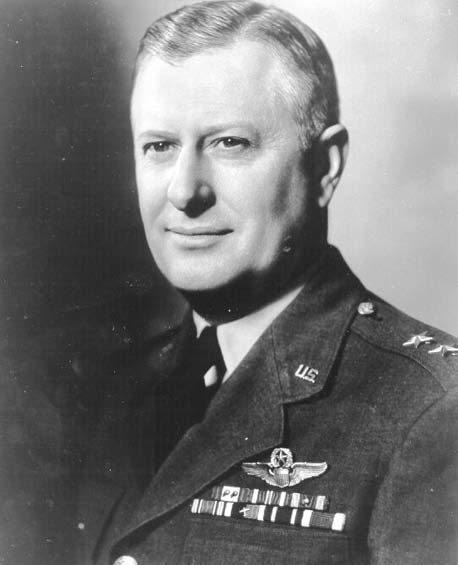
General William H. Tunner, Leiter der Berliner Luftbrücke

Ab Januar 1948 schränkte die Sowjetische Militäradministration in Deutschland (SMAD) in wechselnder Dauer und Art wiederholt den Güter- und Personenverkehr sowohl der westalliierten Militärs als auch von Zivilisten von den Westzonen in die Westsektoren Berlins ein. Eine erste Zuspitzung gab es, als auf Anordnung des Chefs der SMAD, Wassili Danilowitsch Sokolowski, ab dem 1. April 1948 eine Reihe von Straßen in der westlichen Sowjetischen Besatzungszone, darunter eine wichtige Brücke über die Elbe bei Magdeburg, für Transporte in die Westsektoren blockiert wurden. Briten und US-Amerikaner beantworteten dies ab dem 3. April mit der „kleinen Luftbrücke“, die zwei Tage lang ihre Garnisonen in Berlin versorgte.
Die am 20. Juni 1948 von den Westalliierten durchgeführte Währungsreform in den drei Westzonen nahm die sowjetische Besatzung dann zum Anlass einer unbefristeten Blockade.
Zunächst wurden die Westsektoren Berlins in der Nacht auf den 24. Juni 1948 von der Stromversorgung aus der Sowjetisch besetzten Zone (SBZ) abgeschnitten. Gegen 6 Uhr am 24. Juni folgte die Unterbrechung des gesamten Güterverkehrs als auch des Personenverkehrs auf Straßen, Schienen und einige Tage später (entgegen der schriftlichen Zusage von 1946) auch zu Wasser von den westlichen Besatzungszonen nach West-Berlin. Bei der Ankündigung der Blockade hatte die SMAD betont, dass die Westsektoren nicht aus der SBZ oder Ost-Berlin versorgt und die Belieferung tatsächlich am 25. Juni 1948 eingestellt werden könnte.
Die Regierungen der Westmächte hatten zwar mit einer Reaktion auf die Währungsreform gerechnet, aber diese totale Blockade traf sie weitgehend unvorbereitet. Der Militärgouverneur der US-amerikanischen Zone, Lucius D. Clay, setzte sich in den nächsten Tagen mit seinem Engagement für eine Luftbrücke gegen Vorschläge seines britischen Kollegen Sir Brian Robertson durch, die Besetzung Berlins zu Gunsten gesamtdeutscher Wahlen aufzugeben.

### Versorgungslage
In den westlichen Sektoren Berlins lebten damals etwa 2,2 Millionen Menschen. Hinzu kamen etwa 9000 amerikanische, 7600 britische und 6100 französische alliierte Soldaten mit ihren Angehörigen. Als Millionenstadt musste Berlin nahezu komplett aus dem Umland versorgt werden, bisher war dies zu etwa 75 % durch Importe aus den Westzonen geschehen. Zu Beginn der Blockade lagerten in den Westsektoren Vorräte nur für diese geschätzte Dauer:
- Lebensmittel 36 Tage
- Medikamente 6 Monate
- Benzin 4–5 Monate
- Motoröl 3–4 Monate
- Diesel 7–8 Wochen
- Steinkohle
  - für Heizen, Kochen 35 Tage
  - für Frischwasser- und Abwasser-Pumpen der Wasserwerke 35 Tage
  - für Kraftwerke bei starker Strom-Rationierung 3 Wochen
- Koks 49 Tage
- Braunkohle-Briketts 25 Tage

Dabei beruhten die Schätzungen auf außerordentlich knappen täglichen Rationen. So liegt der mittlere täglich nötige Bedarf an Energie aus Lebensmitteln für Frauen bei 2400 und Männer bei 3100 kcal. Über ihre Lebensmittelkarten erhielten damals „Normale Verbraucher“ (NC) aber nur etwa 1500 kcal. Zwar konnte das auf dem Land nach Schätzungen der Besatzungsmacht durch eigene Erzeugung um 200–500 kcal erhöht werden, aber nicht mitten in einer Millionenstadt wie Berlin.
Und während für den bevorstehenden Winter beispielsweise im südlichen Britannien etwa 1730 kg (34 cwt) und selbst den Hamburgern etwa 890 kg Kohle je Haushalt zugeteilt wurden, schätzten die Briten, in ihrem Berliner Sektor selbst unter optimalen Bedingungen jedem Haushalt lediglich etwa 152 kg für den gesamten Winter zuteilen zu können. In Berlin blieb da als Selbsthilfe nur das Abholzen von Bäumen in Straßen, privaten und öffentlichen Anlagen wie dem Tiergarten und, soweit für Zivilisten zugänglich, im Grunewald.

### Die Luftbrücke beginnt

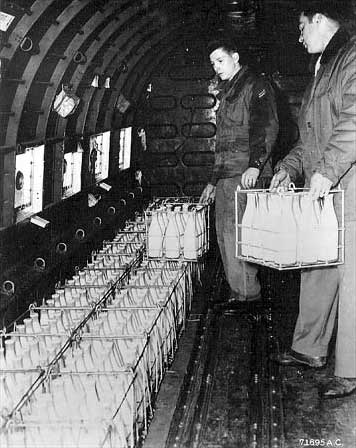
GIs beladen ein Flugzeug nach West-Berlin mit Milch

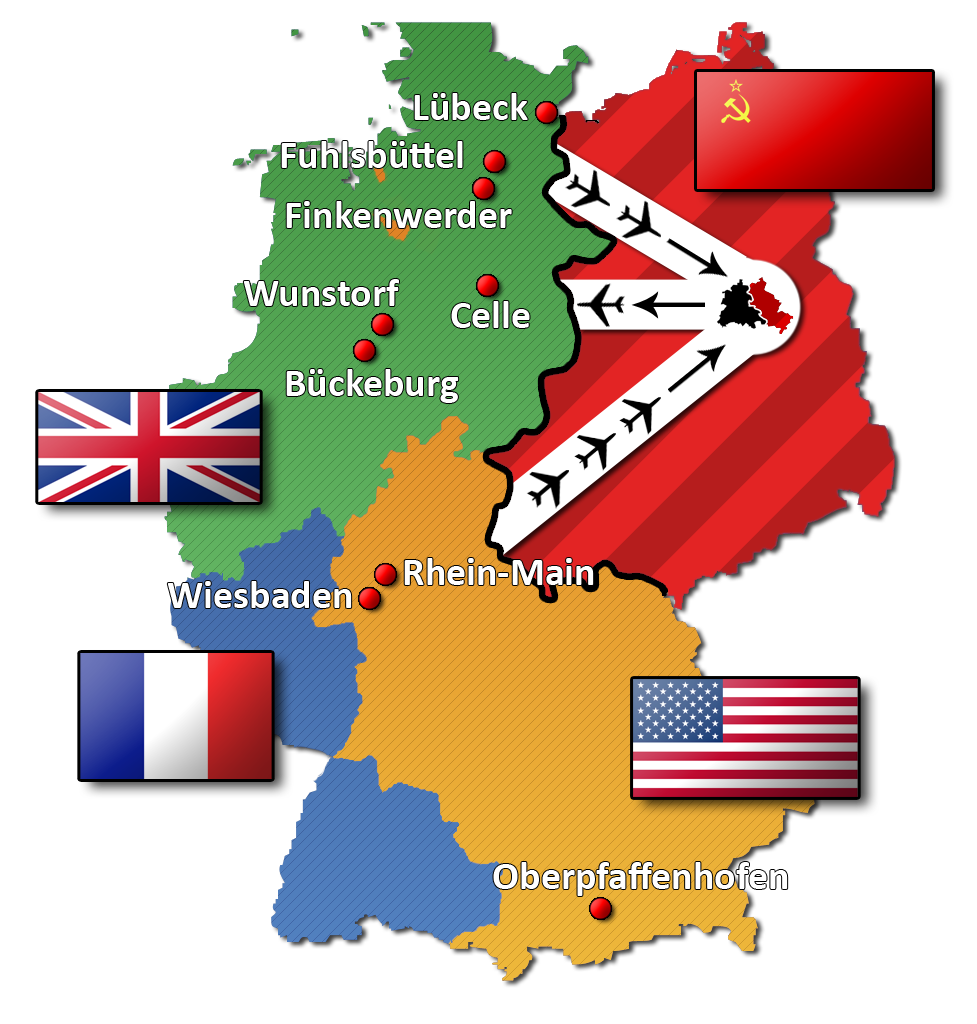
Luftwege während der Berliner Blockade

Am 30. November 1945 waren den westlichen Stadtkommandanten drei Luftkorridore von je etwa 32 km Breite zwischen den westlichen Besatzungszonen und Berlin schriftlich zugesichert worden: der Hamburg Air Corridor (Nordwesten) in Richtung Hamburg, der Bueckeburg Air Corridor (Westen) in Richtung Hannover (damals mit den Flugplätzen Bückeburg, Celle-Wietzenbruch und Faßberg), und der Frankfurt Air Corridor (Südwesten) in Richtung Frankfurt. In einer weiteren schriftlichen Vereinbarung vom 31. Dezember 1945 waren die Nutzungsregeln festgelegt worden. Demnach durften die Korridore völlig frei, zu jeder Tageszeit, ohne vorherige Benachrichtigung der anderen Alliierten und durch alle Arten von Flugzeugen der Besatzungsmächte, auch zivile, genutzt werden.
Es stellte sich nun als Vorteil heraus, dass die britischen Alliierten den Plan, den sie Anfang April 1948 in der „Kleinen Luftbrücke“ umgesetzt hatten, bis Juni 1948 mehrfach unter dem Namen „Operation Knicker“ erweitert hatten. Der Chef der britischen Luftwaffenverbände in Berlin Reginald „Rex“ Waite hatte schon Wochen zuvor bei der Erweiterung der Operation Knicker überprüfen lassen, ob eine Luftbrücke auch die zivile Bevölkerung West-Berlins versorgen könnte. Das Ergebnis zeigte die Machbarkeit der Versorgung der eigenen Truppen und der Berliner Bevölkerung über eine Luftbrücke zumindest für die warme Jahreszeit. Am 24. Juni 1948 wurde Clay darüber unterrichtet. Am Tag darauf befahl er Berlins gewählten Bürgermeister Ernst Reuter zu sich und fragte ihn, ob die Berliner Bevölkerung die eingeschränkte Versorgung durch eine Luftbrücke ertragen würde. Reuter, begleitet von Willy Brandt, entgegnete, Clay solle sich um die Luftbrücke, er werde sich um die Berliner kümmern. Berlin werde zugunsten der Freiheit die notwendigen Opfer bringen – es komme, was wolle. Nach dem Gespräch allerdings äußerte Reuter, er bewundere zwar Clays Entschlossenheit, glaube aber nicht, dass die Versorgung per Luftbrücke möglich sei. Clay ordnete am selben Tag in Absprache mit dem Kommandanten der US Air Forces in Europe Curtis E. LeMay die Errichtung einer Luftbrücke an. Hierzu wurden drei amerikanische Geschwader nach Deutschland verlegt:

„Die amerikanische Luftwaffe teilte heute mit, daß zunächst drei amerikanische Geschwader aus Alaska, den Luftstützpunkten in Westindien und von der Einsatzreserve in Texas nach Deutschland fliegen werden, um für die Versorgung Berlins eingesetzt zu werden. Die Flugzeuge werden bereits in den nächsten 24 Stunden ihren Flug über den Ozean nach Europa durchführen. Auch die britische Luftwaffe wurde wesentlich verstärkt. Die britischen Behörden erhielten vom Transportkommando der RAF. eine große Anzahl von Flugzeugen zur Verfügung gestellt. Zwei zusätzliche Geschwader britischer Transportflugzeuge sind bereits auf dem Flugplatz in Gatow eingetroffen.“

Am 26. Juni 1948 flogen die ersten Maschinen der US-amerikanischen Luftwaffe von Frankfurt (Rhein-Main Airbase) und Wiesbaden (Flugplatz Wiesbaden-Erbenheim) aus zum Flughafen Tempelhof in Berlin und starteten damit die Operation Vittles (Operation Proviant). Die britische Luftwaffe beteiligte sich mit Operation Plainfare (zunächst Operation Carter Patterson genannt) an der Luftbrücke. Erstmals ließ sie am 28. Juni 1948 von Wunstorf aus „Dakotas“ (britische Bezeichnung für die Douglas DC-3) zum Flugplatz Gatow fliegen. Ab Anfang Juli bis zum Einsetzen des ersten Frosts im Dezember 1948 nutzten die Briten auch Flugboote, die wegen ihrer Korrosionsfestigkeit bevorzugt mit Salz beladen wurden, auf der Unterelbe bei Hamburg-Finkenwerder starteten und in Berlin auf der Havel und auf dem Großen Wannsee landeten. Australien nahm mit der Operation Pelican teil.

### Kosten
Die anfangs als Luftpendelverkehr bezeichnete Versorgung West-Berlin kostete allein Großbritannien Anfang Juli 1948 täglich 6.000 £ (kaufkraftbereinigt entspricht das heute etwa 290.000 £), wie Staatsminister Hector McNeil auf Anfrage eines Abgeordneten mitteilte. Zu dieser Zeit wurden täglich 500 zwei- und viermotorige Flugzeuge eingesetzt. 
Für die USA und Großbritannien wurden tägliche Aufwendungen von 56.000 US-Dollar genannt (entspricht heute ungefähr 730.000 US-Dollar). Hierin waren die Kosten für Personal und Verschleiß an Maschinen und Gerät nicht enthalten.

### Die Luftbrücke wird optimiert

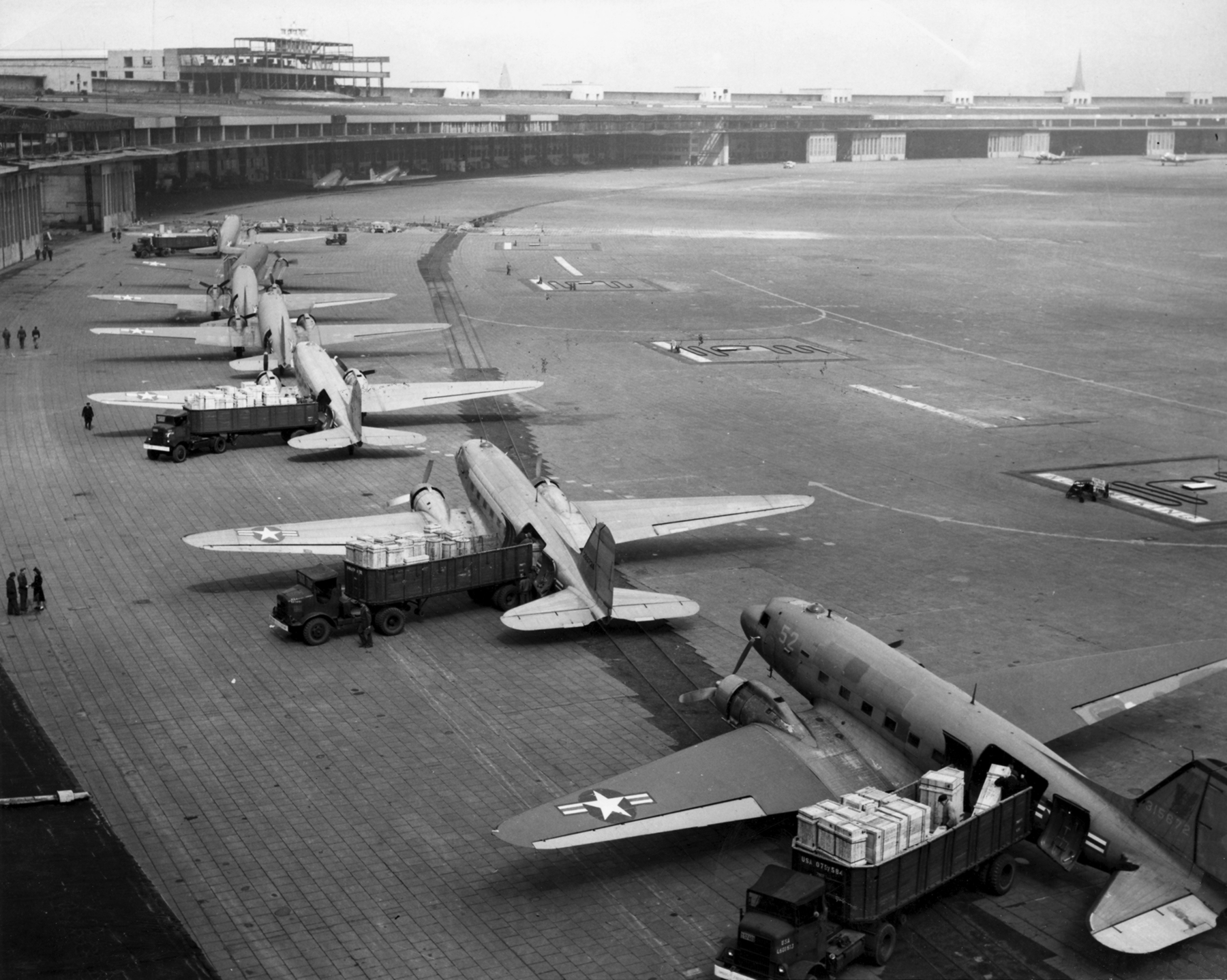
Entladung von Douglas C-47 auf dem Flughafen Berlin-Tempelhof, 1948

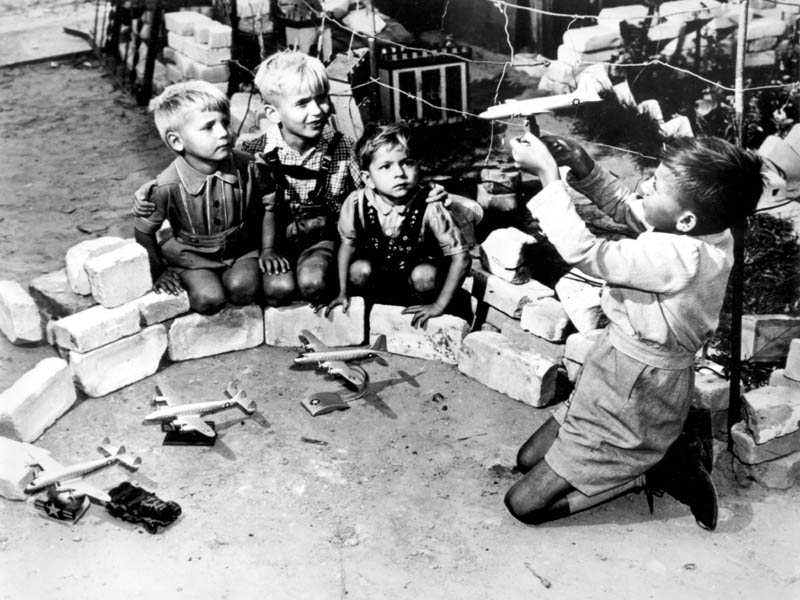
Berliner Kinder spielen mit Flugzeugmodellen die Luftbrücke nach, 1948

Anfangs ging man davon aus, dass allenfalls 750 Tonnen Luftfracht pro Tag möglich seien. Es ist daher verständlich, dass im Juli 1948 von den durch die Westalliierten befragten Berlinern 86 % angaben, Berlin würde trotz der Luftbrücke nicht über den Winter kommen, sondern in einigen Monaten gegenüber den Russen kapitulieren müssen. Das sagten zwar auch die Ost-Berliner Medien voraus. Aber selbst Otto Suhr, damals Vorsteher der Stadtverordnetenversammlung, meinte, die West-Alliierten würden schließlich aufgeben und Berlin verlassen.
Es war also offenkundig, dass die materielle und personelle Ausstattung verstärkt und die Abläufe optimiert werden mussten, um die notwendigen Transportmengen zu bewältigen. Dies galt vor allem für den Fall, dass die Luftbrücke auch in der kalten Jahreszeit nötig sein würde, weil dann für Steinkohle vor allem für Kraftwerke und Heizungen nahezu die doppelte Tonnage eingeflogen werden musste.
Am 23. Juli 1948 wurde Generalleutnant William Henry Tunner Befehlshaber der in Wiesbaden zur Abstimmung der US Air Force und der Royal Air Force eingerichteten Combined Airlift Task Force (CALTF). Tunner hatte bereits die US-Luftbrücke über den Himalaya (The Hump) organisiert. Dank seiner Erfahrung und seines Engagements war man Ende Juli 1948 schon bei über 2000 Tonnen pro Tag.
Etwa zwei Drittel des Transportvolumens bestand aus Steinkohle. Sie wurde überwiegend vom Flughafen Faßberg aus eingeflogen, der in der britischen Zone lag, dessen Flugbetrieb aber nach wenigen Wochen in US-amerikanische Verantwortung überging. Die Briten transportierten rund ein Drittel aller Hilfsgüter nach Berlin. Im Gegensatz zu den US-Amerikanern setzten sie eine Vielzahl verschiedener Flugzeugtypen ein und nahmen außerdem organisiert durch British European Airways (BEA) etwa 25 private Luftfrachtunternehmen unter Vertrag. Schiffe, die Getreide geladen hatten und als Hilfslieferungen aus den USA für Großbritannien bestimmt waren, wurden von den Briten nach Deutschland umgeleitet. Das hatte zur Folge, dass zu Zeiten der Luftbrücke in Großbritannien selbst das Getreide rationiert wurde, was es noch nicht einmal während des Zweiten Weltkriegs gegeben hatte. Anders als es bei den US-Amerikanern die Regel war, beförderten britische Flugzeuge auch vielfach Fracht und Passagiere aus Berlin heraus. So nahmen britische Flugzeuge auf dem Rückflug Kinder aus Berlin mit, die sich zur Wiederherstellung ihrer Gesundheit in Westdeutschland erholen konnten.
Die massiven Steigerungen der eingeflogenen Mengen beruhten vor allem auf einer Optimierung hinsichtlich der Flugzeugtypen, der Landebahnen, der Flugzeugwartung, der Entladevorgänge und der Flugrouten. Bei letzteren half ein ausgeklügeltes System: Die drei Luftkorridore wurden als Einbahnstraßen verwendet, wobei im nördlichen (von Hamburg nach Berlin) und im südlichen (von Frankfurt nach Berlin) die Hinflüge abliefen und im mittleren Korridor (von Berlin nach Hannover) die Rückflüge stattfanden. In den Korridoren flogen die Flugzeuge in fünf Ebenen mit einem Höhenabstand von 500 Fuß. Ein dramatisches Erlebnis Tunners am 13. August 1948 („Black Friday“) ließ ihn eine weitere Regel einführen: Von Wiesbaden aus anfliegend war er im Luftraum über Berlin in einen massiven Stau von Frachtflugzeugen geraten, weil diese wegen schlechter Sicht nicht wie geplant in Abständen von drei Minuten in Tempelhof landen konnten. Die nachkommenden Flugzeuge mussten über Berlin in Höhen von 3.000 bis 11.000 Fuß geparkt werden. Schließlich verloren die Fluglotsen die Übersicht. Auf der Landebahn unter Tunners Maschine verunglückten drei Flugzeuge, eines davon brannte aus. Tunner ließ per Funk alle benachbarten Frachtflugzeuge zu ihrer Basis zurückkehren, um den gefährlichen Stau aufzulösen und selbst ungefährdet landen zu können, und ordnete an, dass zukünftig Maschinen, deren Landung misslungen war, zu ihrem Ausgangsflughafen zurückfliegen und sich dort neu in die Kette der nach Berlin fliegenden Flugzeuge einreihen mussten. Mit diesem System war es seitdem möglich, dass in Berlin schließlich alle drei Minuten ein Flugzeug landete. Außerdem wurde durch eine ähnlich straffe Organisation der Wartungsarbeiten der Aufenthalt am Boden von 75 auf 30 Minuten verkürzt. Der Abwurf von Gütern ohne Landung war dagegen nach wenigen Versuchen als unzweckmäßig wieder eingestellt worden.
Neben Briten und US-Amerikanern flogen später auch Piloten aus Australien, Neuseeland, Kanada und Südafrika. Frankreich dagegen konnte sich nur mit wenigen Flugzeugen an der Luftbrücke beteiligen, da die Armée de l’air im Indochinakrieg gebunden war. Es konnte lediglich seine eigenen Garnisonen mit Junkers Ju 52/3m versorgen. Stattdessen errichteten die Franzosen in ihrem Sektor den neuen Flughafen Tegel. Mitte Dezember 1948 sprengten französische Pioniere nach erfolglosen Aufforderungen an die sowjetische Seite durch den französischen Stadtkommandanten Jean Ganeval die den Anflug behindernden Sendemasten des Senders Tegel, der den sowjetisch beherrschten Berliner Rundfunk ausstrahlte. Der Sender musste ins brandenburgische Stolpe verlegt werden.
Während der Blockade West-Berlins wurde dessen Bürgermeister Ernst Reuter (SPD) zum Symbol des (West-)Berliner Durchhaltewillens. Seine Rede vom 9. September 1948 vor der Ruine des Reichstagsgebäudes „[…] Heute ist der Tag, wo das Volk von Berlin seine Stimme erhebt. Dieses Volk von Berlin ruft heute die ganze Welt. […] Ihr Völker der Welt, ihr Völker in Amerika, in England, in Frankreich, in Italien! Schaut auf diese Stadt und erkennt, daß ihr diese Stadt und dieses Volk nicht preisgeben dürft, nicht preisgeben könnt! […]“ Gut zwei Jahre später, am 18. September 1950, erschien Reuter auf dem Titel des Time Magazine, das ihm zugleich die Titelstory widmete.

### Transportleistung
Im zeitlichen Verlauf
Durch Erfahrung und Optimieren der Abläufe, Aufstocken von Personal und Ersatzteilen sowie Verbesserung des Materials kam es zu drastischen Erhöhungen der täglich eingeflogenen Mengen. Sie überstiegen ab Ende August 1948 im Monatsmittel den geschätzten Mindestbedarf des im Sommer nötigen Nachschubs von Lebensmitteln, Steinkohle, Benzin und Diesel, Medikamenten und weiteren Bedarfsgütern. Zwar wurde die für einen normalen Winter mindestens für nötig eingeschätzte Frachtleistung im Monatsmittel nie erreicht, der Winter 1948/49 war aber ungewöhnlich mild. Tage mit eingeschränkter Sicht vor allem durch Nebel führten allerdings anfangs zu massiven Einbrüchen der Transportleistung. Dadurch gab es in den Westsektoren Ende 1948 zeitweise nur noch Vorräte für wenige Tage. Um den Jahreswechsel 1948/49 konnte aber auf US-amerikanischer Seite der Instrumentenflug ausreichend vieler Flugzeuge durch GCA und CPS-5 ermöglicht werden. Ein anderes schwerwiegendes Problem war der Mangel an Treibstoff im eingeschlossenen Berlin. Sowjetische Bestände, die in den Westsektoren lagen, waren im November 1948 beschlagnahmt worden. Den Briten gelang es ebenfalls um die Jahreswende, ihre Flugzeuge, die Treibstoffe nach Berlin brachten, umfassend mit ihrer Navigationstechnik Rebecca-Eureka auszurüsten, wodurch nun ausreichend Treibstoff eingeflogen werden konnte. Insgesamt entwickelte sich die Transportleistung während der Blockade wie folgt:
| Zeitraum bzw. Tag                            | Tonnen (t) pro Tag | Hinweis                                                            |
| -------------------------------------------- | ------------------ | ------------------------------------------------------------------ |
| Importe vor der Blockade im Sommer           | 10.900             |                                                                    |
| geschätzter Mindestbedarf im Sommer          | 4.500              | davon 1.360 t Lebensmittel, der Rest Kohle, Benzin, Diesel         |
| geschätzter Mindestbedarf in üblichem Winter | 10.000             | vor allem Steinkohle für Heizungen                                 |
| Transportleistung der Luftbrücke             |                    |                                                                    |
| erste Woche                                  | 80                 |                                                                    |
| zweite Woche                                 | 910                |                                                                    |
| Juli 1948                                    | 2.020              |                                                                    |
| Ende August 1948                             | 4.500              | erstmals Erreichen der im Sommer mindestens nötigen Frachtleistung |
| August 1948                                  | 3.480              |                                                                    |
| September 1948                               | 4.220              |                                                                    |
| Oktober 1948                                 | 4.320              |                                                                    |
| November 1948                                | 3.430              | Nebel ab 26. d. M.                                                 |
| Dezember 1948                                | 4.140              | bis 6. Dez. weiter Nebel                                           |
| Januar 1949                                  | 5.030              |                                                                    |
| 20. Februar 1949                             | 185                | Nebel                                                              |
| Februar 1949                                 | 4.930              |                                                                    |
| März 1949                                    | 5.740              |                                                                    |
| 15./16. April 1949                           | 11.700             | „Tunner’s Oster-Parade“                                            |
| April 1949                                   | 7.120              |                                                                    |
| 12. Mai 1949                                 |                    | Ende der totalen Blockade                                          |
| Mai 1949                                     | 7.340              |                                                                    |
| Juni 1949                                    |                    | keine Angaben                                                      |
| 24. Juli 1949                                |                    | Einlagerung von Vorrat für 2 Monate erreicht                       |
| Juli 1949                                    | 7.410              |                                                                    |
| ab 1. August 1949                            |                    | schrittweises Verringern der Transportleistung                     |
| August 1949                                  | 2.320              |                                                                    |
| September 1949                               | 450                |                                                                    |
| 30. September 1949                           |                    | letzte Landung für Luftbrücke                                      |

Aufsummiert
Insgesamt waren von Juni 1948 bis September 1949 rund 2,1 Millionen Tonnen Fracht (davon 1,6 Millionen Tonnen durch US-Flugzeuge), davon 1,44 Millionen Tonnen Kohle, 485.000 Tonnen Nahrungsmittel und 160.000 Tonnen Baustoffe zum Ausbau der Flughäfen, aber auch zum Erweiterungsbau des Kraftwerks Reuter, eingeflogen worden. Es wurden soweit möglich dehydrierte Lebensmittel wie Milchpulver, getrocknetes Gemüse, Trockenkartoffeln und Mehl statt fertiger Teigwaren eingeflogen, um Gewicht zu sparen. Außerdem wurden 74.145 Tonnen Fracht aus Berlin ausgeflogen, die zu einem Großteil aus in der Stadt hergestellten Produkten bestand, die mit dem Etikett „Hergestellt im Blockierten Berlin“ versehen waren. Es wurden zudem insgesamt 227.655 Passagiere befördert.
| Statistik der USAFE                                               | Gesamt        | US-Anteil     | Britischer Anteil |
| ----------------------------------------------------------------- | ------------- | ------------- | ----------------- |
| Anzahl Flüge                                                      | 277.569       | 189.963       | 87.606            |
|                                                                   |               |               |                   |
| Eingeflogene Güter (gesamt)                                       | 2.109.666,8 t | 1.618.029,9 t | 491.636,9 t       |
| davon Lebensmittel                                                | 486.890,9 t   | 268.816,3 t   | 218.074,5 t       |
| davon Kohle                                                       | 1.438.821,6 t | 1.289.217,3 t | 149.604,3 t       |
| davon sonstige Güter                                              | 183.954,4 t   | 59.996,3 t    | 123.958,1 t       |
|                                                                   |               |               |                   |
| Ausgeflogene Güter (gesamt)                                       | 74.144,9 t    | 41.628,6 t    | 32.516,3 t        |
|                                                                   |               |               |                   |
| Beförderte Passagiere (gesamt)                                    | 227.655       | 62.749        | 164.906           |
| davon nach Berlin                                                 | 60.078        | 25.263        | 34.815            |
| davon aus Berlin                                                  | 167.577       | 37.486        | 130.091           |
| Zahlen für den Zeitraum vom 26. Juni 1948 bis 30. September 1949. |               |               |                   |

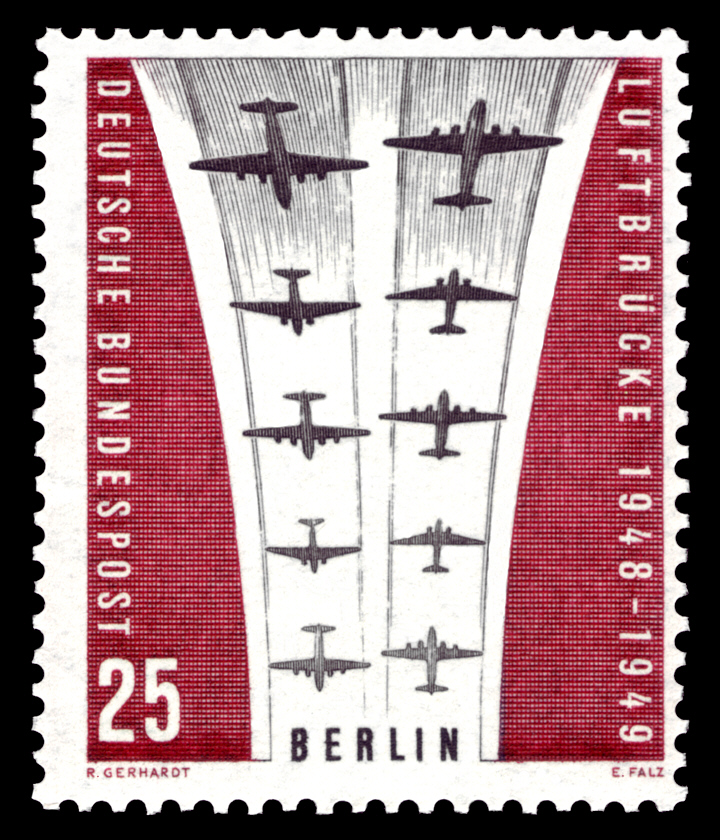
Briefmarke der Deutschen Bundespost Berlin (1959) zum zehnten Jahrestag der Beendigung der Berlin-Blockade

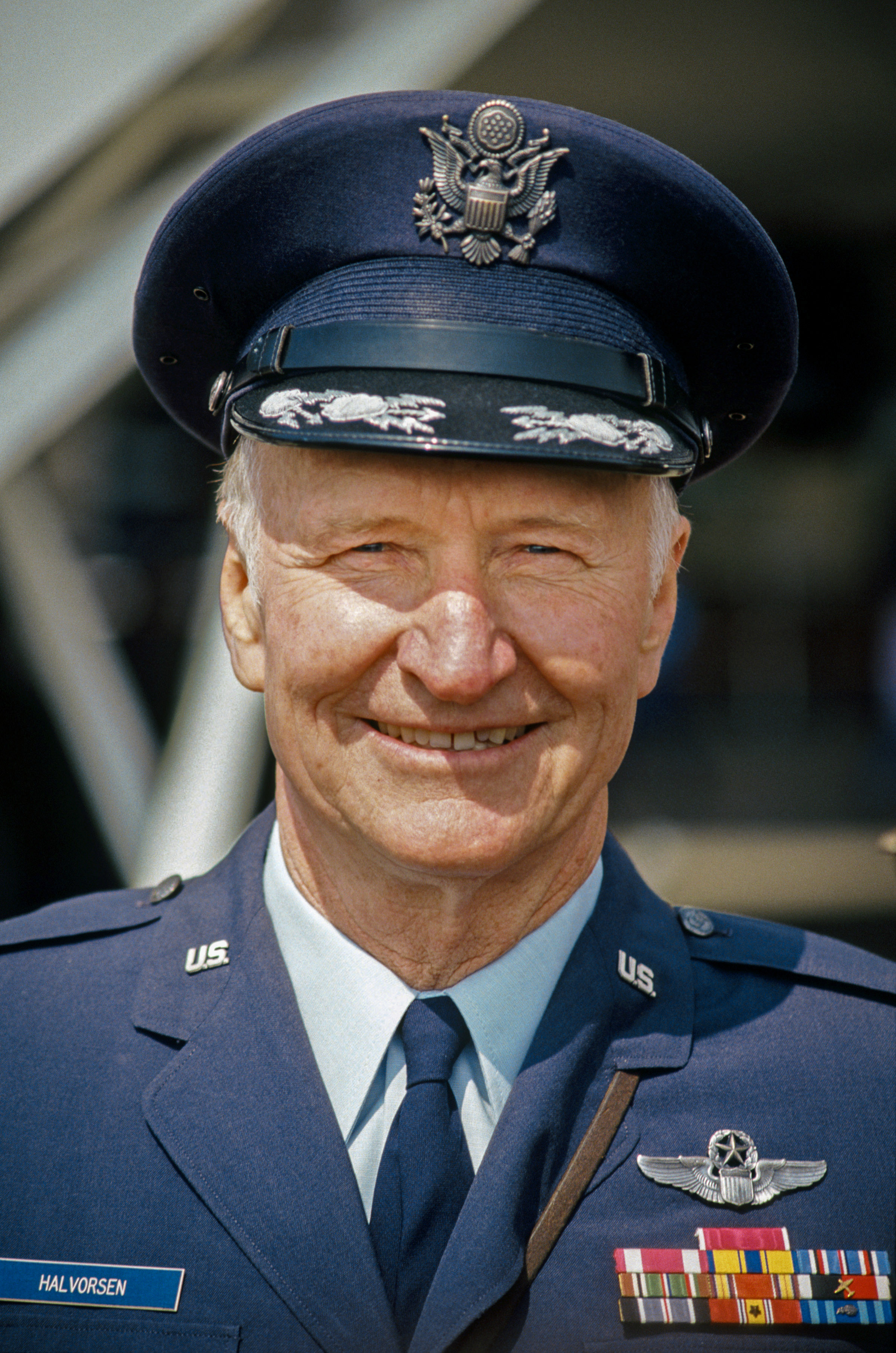
Gail Halvorsen

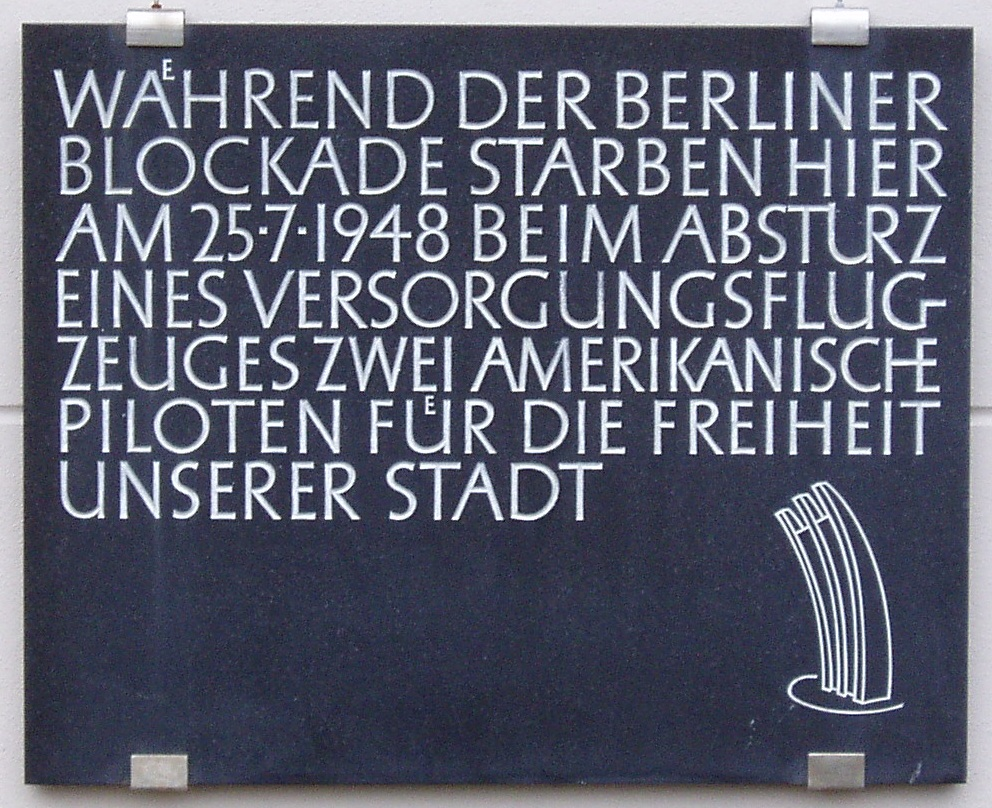
Tafel in der Handjerystraße 2 in Berlin zur Erinnerung an einen Flugzeugabsturz

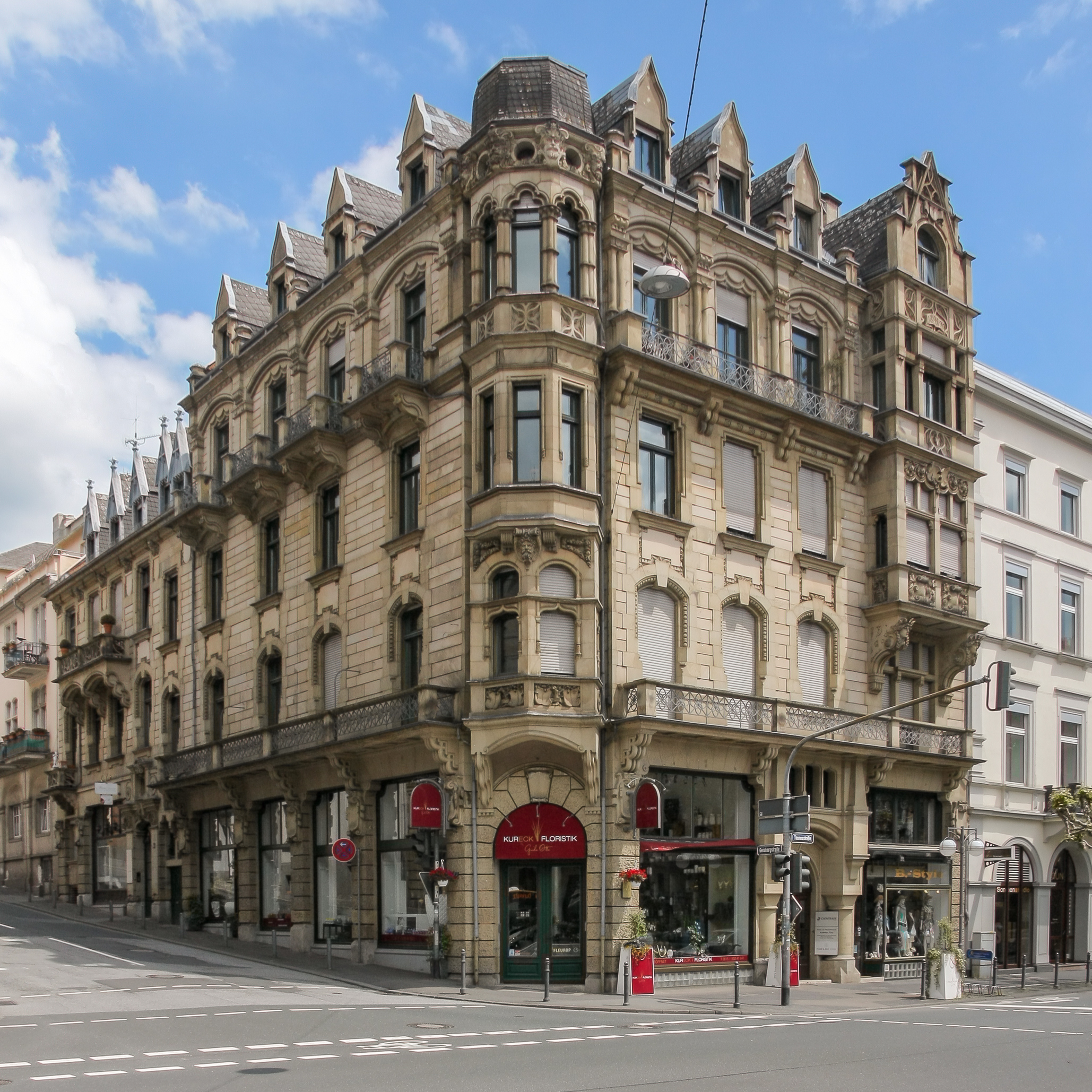
Das Gebäude der CALTF in Wiesbaden

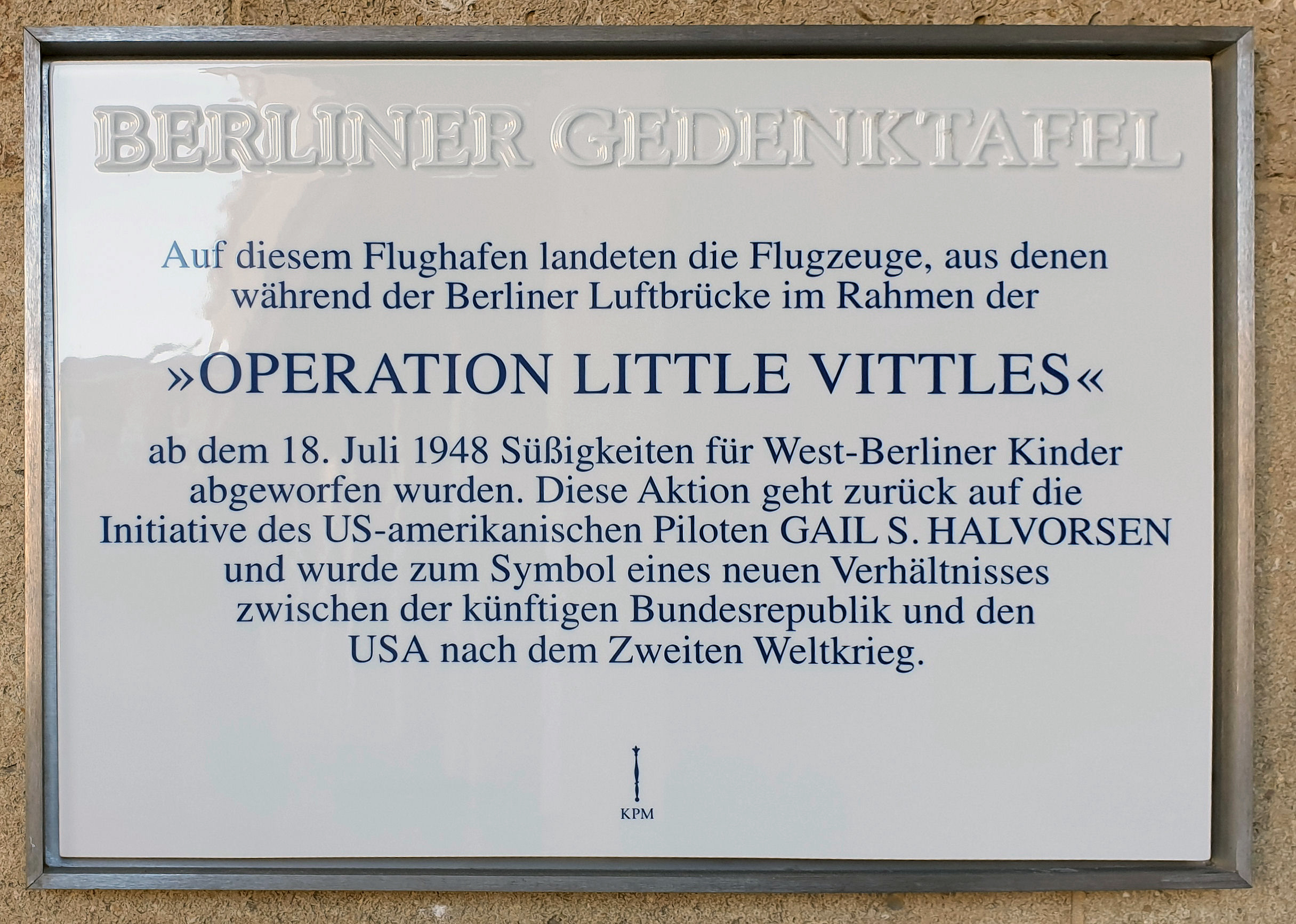
Berliner Gedenktafel am Platz der Luftbrücke in Berlin-Tempelhof

Für Zivilpersonen richtete die Royal Air Force Flüge zwischen dem Flugplatz Gatow und Lübeck-Blankensee sowie Wunstorf ein. Insgesamt wurden so von Ende Juni 1948 bis Anfang Mai 1949 etwa 68.000 Passagiere ausgeflogen, die in der Regel hierfür nur eine Gebühr etwa in Höhe der Kosten für eine Bahnkarte zu entrichten hatten. Kinder flogen kostenlos.
Der größere Teil der Frachttonnage wurde über Tempelhof abgewickelt, die meisten Flugbewegungen im Laufe der Luftbrücke wurden am Flughafen Gatow registriert.

### Das Ende der Luftbrücke
Insbesondere wegen der nachteiligen Folgen auf die Wirtschaft der SBZ und von Ost-Berlin durch das Embargo hochwertiger Technologie durch den Westen (Gegen-Blockade) und durch den Wegfall des Handels mit den Westzonen und angesichts des mit der Luftbrücke demonstrierten Willens, West-Berlin vor einer sowjetischen Annexion zu bewahren, sah sich die Sowjetunion schließlich veranlasst, die bisherige Blockade aufzuheben. Kurz vor Mitternacht vom 11. auf den 12. Mai 1949 wurden die Westsektoren wieder mit Strom versorgt und um 0:01 Uhr wurde die totale Blockade der Verkehrswege zu Land und Wasser aufgehoben. Es kam mit mehreren erneuten Einschränkungen und entsprechenden Protesten der westlichen Stadtkommandanten schließlich bis zum Herbst 1949 wieder zu einer Lage der Verkehrswege, wie sie vor Beginn der Blockade seitens der sowjetischen Seite zugestanden worden war. Die Anzahl der Flüge der Luftbrücke wurde schrittweise verringert, bis Lagerbestände für etwa zwei Monate erreicht waren. Am 30. September 1949 wurde die Luftbrücke offiziell eingestellt. An diesem Tag landete auf dem Tempelhofer Flughafen der letzte Rosinenbomber mit zehn Tonnen Kohle an Bord.

## Unfälle
Im Zusammenhang mit der Luftbrücke gab es teils in der Luft, teils am Boden Unfälle mit auch tödlichen Personenschäden. Die Angaben hierzu variieren schon deswegen, weil einige Autoren keinen Zugang zu den militärischen Unterlagen aller beteiligten Nationen hatten. Mehrere Autoren berichten übereinstimmend von 31 US-amerikanischen Toten. Der erste Unfall war der Flugunfall auf dem Steinkopf 1948.
Zumindest für die Unfälle des Flugzeugtyps Douglas DC-4 (C-54 bzw. R5D) gibt es vollständige Listen anhand der einzelnen Fabriknummern. Bei 10 Unfällen der USAF bzw. US Navy kamen vom 13. August 1948 bis zum 12. Juli 1949 insgesamt 15 Besatzungsmitglieder ums Leben.
Außerdem kamen mindestens 40 Briten und 13 Deutsche (davon sieben als Passagiere) um. Zwar gab es insgesamt im Rahmen der Luftbrücke allein auf US-amerikanischer Seite etwa 120 Unfälle und bei allen Beteiligten mindestens 101 Tote. Tunner weist aber darauf hin, dass die Zahl der Unfälle weniger als 50 % dessen betrug, was für dieselbe Zahl von Flugstunden damals bei der US Air Force zu erwarten war.

## Konfrontation
Auf einigen Stützpunkten kam es zu Sabotageakten. Auch wurden einige Piloten über der sowjetischen Besatzungszone behindert z. B. durch störende Flugmanöver sowjetischer Jagdflugzeuge, Flak-Beschuss im Grenzbereich der Luftkorridore zur Einschüchterung oder Blenden der Piloten mit Flakscheinwerfern. Amerikanische Piloten berichteten von 733 Vorkommnissen. Dabei kam es erstmals zur Konfrontation von westalliierten Flugzeugen mit sowjetischen MiG-15.

## Infrastruktur

### Außerhalb Deutschlands
Die Luftbrücke bestand nicht nur aus den Luftkorridoren zwischen West-Deutschland nach West-Berlin, sondern die Hilfsgüter mussten zuerst nach Deutschland gebracht werden. Für damalige Flugzeugtypen war die Flugstrecke für einen Direktflug aus den USA nach Deutschland zu weit. Flugzeuge mit amerikanischen Hilfsgütern mussten somit zwischenlanden. In Grönland erfüllten die Flughäfen Søndre Strømfjord (US Air Force Base „Bluie West Eight“, heute Kangerlussuaq) und Narsarsuaq (US Air Force Base „Bluie West One“) diese Aufgaben.

### Flugverkehrskontrolle
Als Bezirkskontrollstelle für den Luftraum über Berlin und die Luftkorridore durch die SBZ diente die Luftsicherheitszentrale Berlin, in der aufgrund des Vier-Mächte-Status alle Besatzungsmächte auch während der Blockade zusammenarbeiteten. Für die US-Zone übernahm das Air Traffic Control Center Frankfurt die Flugverkehrskontrolle und für die britische Zone das Air Traffic Control Center Bad Eilsen.

### Berlin
In Berlin wurden die Flughäfen Gatow (Britischer Sektor), Tempelhof (Amerikanischer Sektor) und ab Anfang Dezember 1948 auch Tegel (Französischer Sektor) angeflogen. Anfangs gab es in Gatow und Tempelhof lediglich unbefestigte Graspisten, erst im Laufe der Operation wurden Pisten angelegt, die winterfest waren und der Belastung durch die sehr zahlreichen Start- und Landevorgänge gewachsen waren. In Tegel wurden auf einer bis dahin nur als Truppenübungsplatz genutzten Fläche durch bis zu 19.000 überwiegend deutsche Arbeiter (darunter etwa die Hälfte Frauen) im Einsatz rund um die Uhr in der Rekordzeit von 90 Tagen die notwendigsten Gebäude und Einrichtungen und die mit 2400 m damals längste Start- und Landebahn Europas errichtet. In Tempelhof wurde das seinerzeit modernste Radarsystem eingerichtet, um den dichten Flugbetrieb auf den der Luftbrücke dienenden Flughäfen auch bei ungünstiger Witterung und bei Nacht aufrechterhalten zu können. Außerdem landeten die von Hamburg-Finkenwerder kommenden britischen Flugboote auf der Havel und dem Großen Wannsee.

### Westdeutschland
Die Amerikaner starteten überwiegend von ihren großen Stützpunkten in Wiesbaden (Flugplatz Erbenheim) und der Rhein-Main Air Base am Flughafen Frankfurt Main. Hauptumschlagplatz für das quantitativ bedeutsamste Frachtgut Kohle waren die in der britischen Zone gelegenen Flugplätze von Faßberg, ferner Wunstorf sowie (erst später einbezogen) Lübeck-Blankensee, Celle-Wietzenbruch und Schleswig-Land. Die Flugplätze wurden zum Teil aufwendig ausgebaut und an die Bahn angeschlossen.
Die Koordination der Luftbrücke erfolgte durch die Combined Airlift Task Force mit Sitz in der Taunusstraße in Wiesbaden.

### „Veronicas“
Die Blockade Berlins sorgte nicht nur in der eingeschlossenen Stadt, sondern auch anderswo für einen Ausnahmezustand: Rund um die großen Luftwaffenstützpunkte wie Celle blühte die Prostitution. Bis zu 2000 „leichte Mädchen“ befriedigten 1948/49 die Bedürfnisse einiger britischer und vor allem einiger – gemessen am deutschen Lebensstandard jener Zeit hervorragend versorgter – amerikanischer Piloten, Ingenieure und Lademeister. Mit Informationsbroschüren und Plakaten warnte die Militärverwaltung vor Geschlechtskrankheiten – „venereal diseases“, abgekürzt „VD“. Diese Abkürzung sei umgedeutet worden zu „Veronica, Danke schön“. So jedenfalls lautet eine Erklärung dafür, dass die deutschen Prostituierten jener Zeit von ihren Kunden oft „Veronicas“ genannt wurden.

## Besondere Aktionen

### „candy bomber“,  „Rosinenbomber“
Der Name „candy bomber“ geht zurück auf den amerikanischen Piloten Gail Halvorsen, der Süßigkeiten (candy = ‚Bonbon‘, ‚Süßigkeit‘) wie Schokoladentafeln und Kaugummis an selbstgebastelte Taschentuch-Fallschirme band und diese vor der Landung in Tempelhof für die wartenden Kinder abwarf. Als Halvorsens Vorgesetzte durch die Berliner Presse von den Abwürfen erfuhren, zog die Aktion bald weite Kreise und viele seiner Kollegen folgten ihm. Air-Force-Flieger und auch zivile Amerikaner sammelten Süßigkeiten und Kaugummis, um damit die Operation Little Vittles (kleiner Proviant) zu unterstützen. Organisiert wurde die Aktion später durch Captain Eugene Williams, als Nachfolger von Gail Halvorsen. Insgesamt wurden rund 23 Tonnen Süßigkeiten im Rahmen der Operation Little Vittles bis zum 30. September 1949 über Berlin abgeworfen.
Die Berliner nannten die Versorgungsflugzeuge auch liebevoll „Rosinenbomber“. Dies soll darauf zurückgehen, dass ein britischer Pilot in der Vorweihnachtszeit 1948 eine Ladung Rosinen für die Weihnachtsbäckerei nach Berlin geflogen hatte.

### Clarence & Clarissa
Der US-Luftwaffen-Stützpunkt Neubiberg hatte als Football-Maskottchen ein (männliches) Kamel namens Clarence. Mit seiner Hilfe wurden in der US-Zone Geschenke für West-Berliner Kinder gesammelt. Clarence musste wegen eines gebrochenen Beins gegen ein eigens aus Nordafrika besorgtes Kamel ausgetauscht werden, das allerdings weiblich war und eigentlich Clarissa hieß. Clarissa wurde unter dem bekanntgewordenen Namen Clarence am 21. Oktober 1948 zusammen mit mehr als drei Tonnen Süßigkeiten nach West-Berlin geflogen. Aus den gefüllten Packtaschen erhielten die Kinder ihre Geschenke.

### Operation Weihnachtsmann
Die Westmächte organisierten zu Weihnachten 1948 eine Reihe von besonderen Aktionen. So verteilte „Santa Claus“ Geschenke aus dem Flugzeug heraus. Außerdem gab es spezielle Weihnachtsessen für Berliner Kinder, zu denen die Briten eingeladen hatten. Am 20. Dezember 1948 fand die „Operation Weihnachtsmann“ statt: Vom Stützpunkt Faßberg bei Celle wurden Geschenke für 10.000 West-Berliner Kinder eingeflogen.

### American Way of Life
Die Herzen auch der erwachsenen West-Berliner wurden umworben und zugleich wurde den Soldaten im Auslandseinsatz Vertrautes aus der Heimat mitgebracht: Der Entertainer Bob Hope besuchte West-Berlin zu Weihnachten 1948 und gab auf dem Flughafengelände Tempelhof drei zusätzliche Aufführungen, zu denen auch Besucher vom Stützpunkt Wiesbaden eingeflogen wurden. Ebenfalls zu Besuch kam die damals bei Männern als Cover Girl beliebte Eugenia Lincoln „Jinx“ Falkenburg, Model, Theaterschauspielerin am Broadway, Filmschauspielerin und Star einer Radio- und ersten Fernseh-Talkshow. Eine Truppe von Tänzerinnen der Radio City „Rockettes“ ergänzte die Show. Der Komponist Irving Berlin schrieb eigens einen Titel Operation Vittles und trug ihn selbst vor, wozu GIs den Refrain eingeübt hatten.

### Oster-Parade
In der durch Tunner initiierten „Oster-Parade“ vom 15. zum 16. April 1949 wurde mit 12.849 Tonnen Fracht und 1398 Flügen in 24 Stunden das größte Frachtaufkommen eines Tages erreicht. Neben Nahrungsmitteln wie Getreide, Trockenmilch, Trockenkartoffeln und Mehl wurden hauptsächlich Kohle als Brennstoff und zur Stromproduktion, Benzin, Medikamente und alle anderen in Berlin benötigten Dinge eingeflogen. Organisatorische Erfahrungen aus dieser befristeten Aktion halfen, in den kommenden Monaten das Frachtvolumen noch weiter zu steigern.

## Flugzeuge und Wartungspersonal der Berliner Luftbrücke
In der Anfangszeit benutzten die Amerikaner die zweimotorige C-47 Skytrain (in der RAF Dakota genannt) beziehungsweise deren ziviles Pendant DC-3. Diese Maschinen erwiesen sich mit einer Zuladung von maximal drei Tonnen Ladung als zu leistungsschwach, so dass sie schnell durch die größeren viermotorigen C-54 Skymaster bzw. deren Zivilversion DC-4 ersetzt wurden, die immerhin neun Tonnen Ladung tragen konnten und auch schneller waren. Insgesamt wurden 380 solcher Maschinen während der Luftbrücke eingesetzt (davon allein 225 Stück bei den Amerikanern), was den größten Anteil der eingesetzten Maschinen ausmachte. Andere amerikanische Maschinen wie die C-97 Stratofreighter und die C-74 Globemaster, die mit einer Zuladung von jeweils rund 20 Tonnen für damalige Verhältnisse gigantisch war, wurden nur vereinzelt eingesetzt.
Die weitgehende Beschränkung auf einen Flugzeugtyp bei den Amerikanern vereinfachte und optimierte deren gesamte Logistik. Die Flugzeuge hatten die gleiche Reisegeschwindigkeit und Flugcharakteristik, weshalb der Flugzeugabstand weiter reduziert und die Frequenz von Starts und Landungen erhöht werden konnte. Die Wartung und Ersatzteilbeschaffung waren einfacher und effizienter. Die auf einem Typ ausgebildeten Besatzungen konnten problemlos auf andere Maschinen desselben Typs wechseln. Das Verfahren zum Be- und Entladen konnte vereinheitlicht und mit größerer Routine abgewickelt werden.
Die Briten hingegen setzten verschiedenste Flugzeugtypen ein. Viele Flugzeuge waren ehemalige Bomber oder die Zivilversionen britischer Bomber. In Ermangelung eigener Flugzeuge charterte die Royal Air Force zusätzlich viele Flugzeuge ziviler Fluggesellschaften. Eine Besonderheit stellte der Einsatz von Flugbooten Typ Short S.25 Sunderland dar, die insbesondere für den Transport von Salz genutzt wurden. Diese Flugzeuge waren für den Einsatz auf See konzipiert und deshalb auf Korrosionsbeständigkeit optimiert. In der Winterzeit bei Eis auf den Gewässern übernahmen Halifax-Bomber die Aufgabe des Salztransportes.
Auf den Einsatz von Maschinen aus deutscher Produktion wurde, mit Ausnahme eines kurzzeitigen Einsatzes einer Junkers Ju 52 durch Frankreich, aus propagandistischen und insbesondere aus logistischen Gründen verzichtet.
Dagegen wurden auf Betreiben Tunners und unter Einbeziehung des ehemaligen Generalmajors der Luftwaffe, Hans-Detlef Herhudt von Rohden, unter Hintanstellung des bestehenden Fraternisierungs- und Beschäftigungsverbots zahlreiche deutsche Flugzeugmechaniker eingestellt, die schließlich die Amerikaner an Zahl übertrafen.
- Avro Lancaster
- Avro York
- Avro 688 Tudor 1
- Avro 689 Tudor 2
- Avro Lancastrian
- Boeing C-97 Stratofreighter
- Bristol 170 Freighter
- Consolidated B-24 Liberator

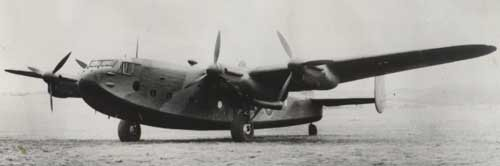
Avro York-Transportflugzeug der Royal Air Force

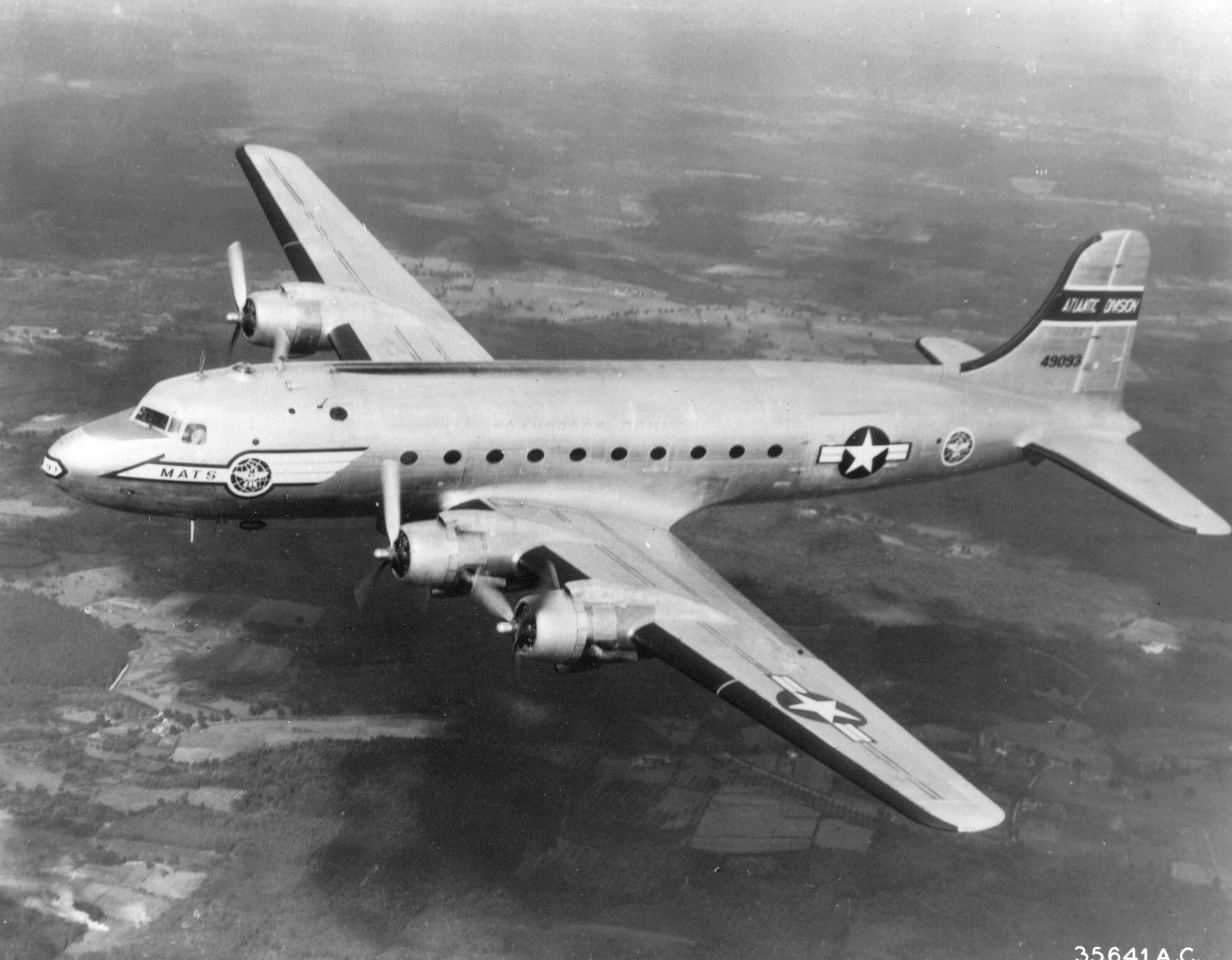
Douglas C-54 Skymaster der U.S. Air Force

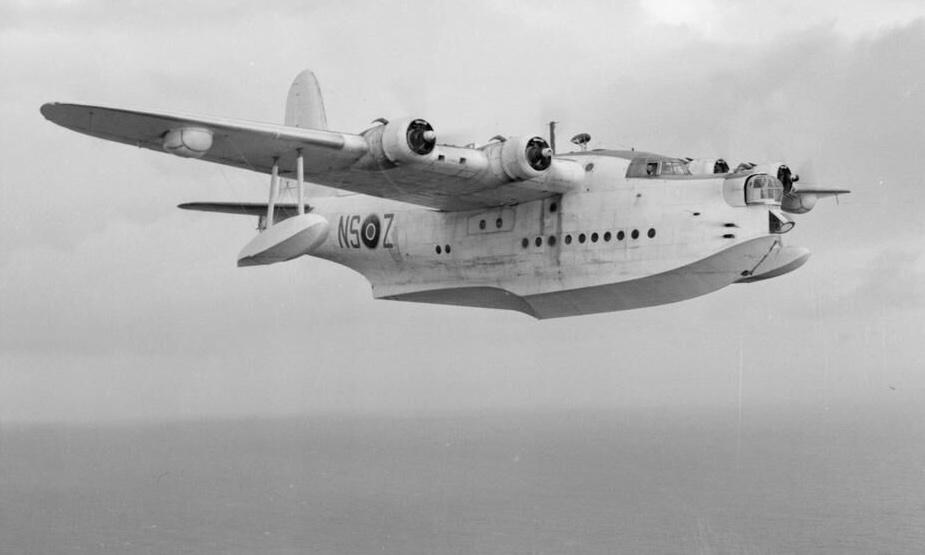
Flugboot Short Sunderland der Royal Air Force

- Douglas C-47 Skytrain bzw. Douglas DC-3 (RAF-Bezeichnung: Dakota)
- Douglas C-54 Skymaster bzw. Douglas DC-4
- Douglas C-74 Globemaster
- Fairchild C-82 Packet
- Handley Page Halifax und Halton
- Handley Page Hastings
- Junkers Ju 52/3m (kurzzeitig durch Frankreich)
- Short S. 25 Sunderland
- Vickers Viking

## Rezeption

### Denkmäler/Erinnerungsstätten/Stiftungen

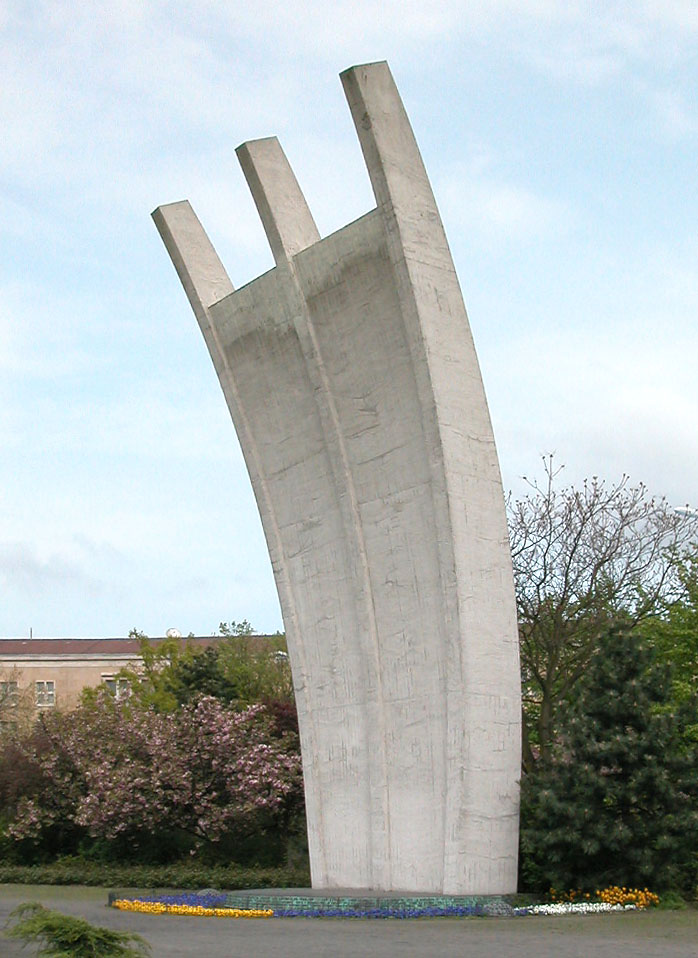
Luftbrückendenkmal am Flughafen Berlin-Tempelhof, 2002

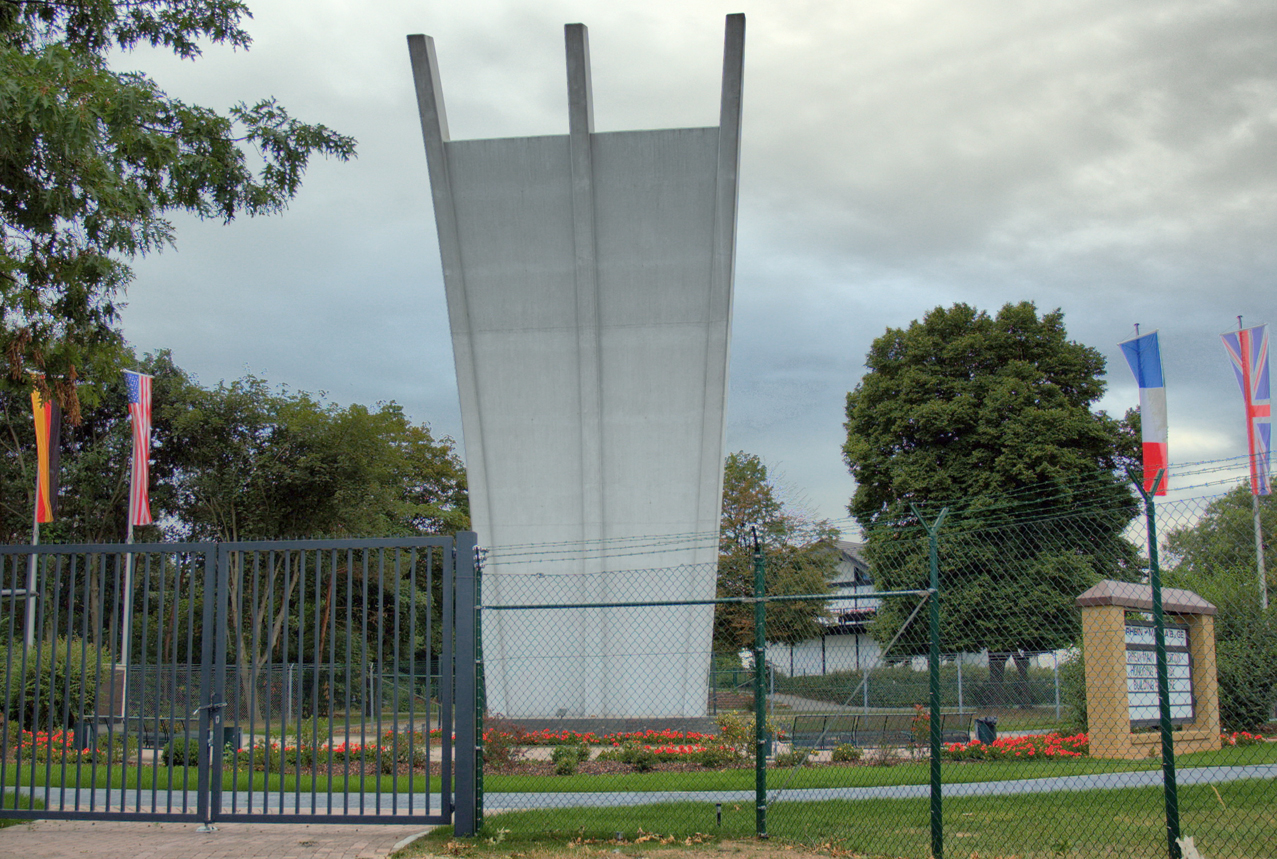
Luftbrückendenkmal am Flughafen Frankfurt Main, 2008

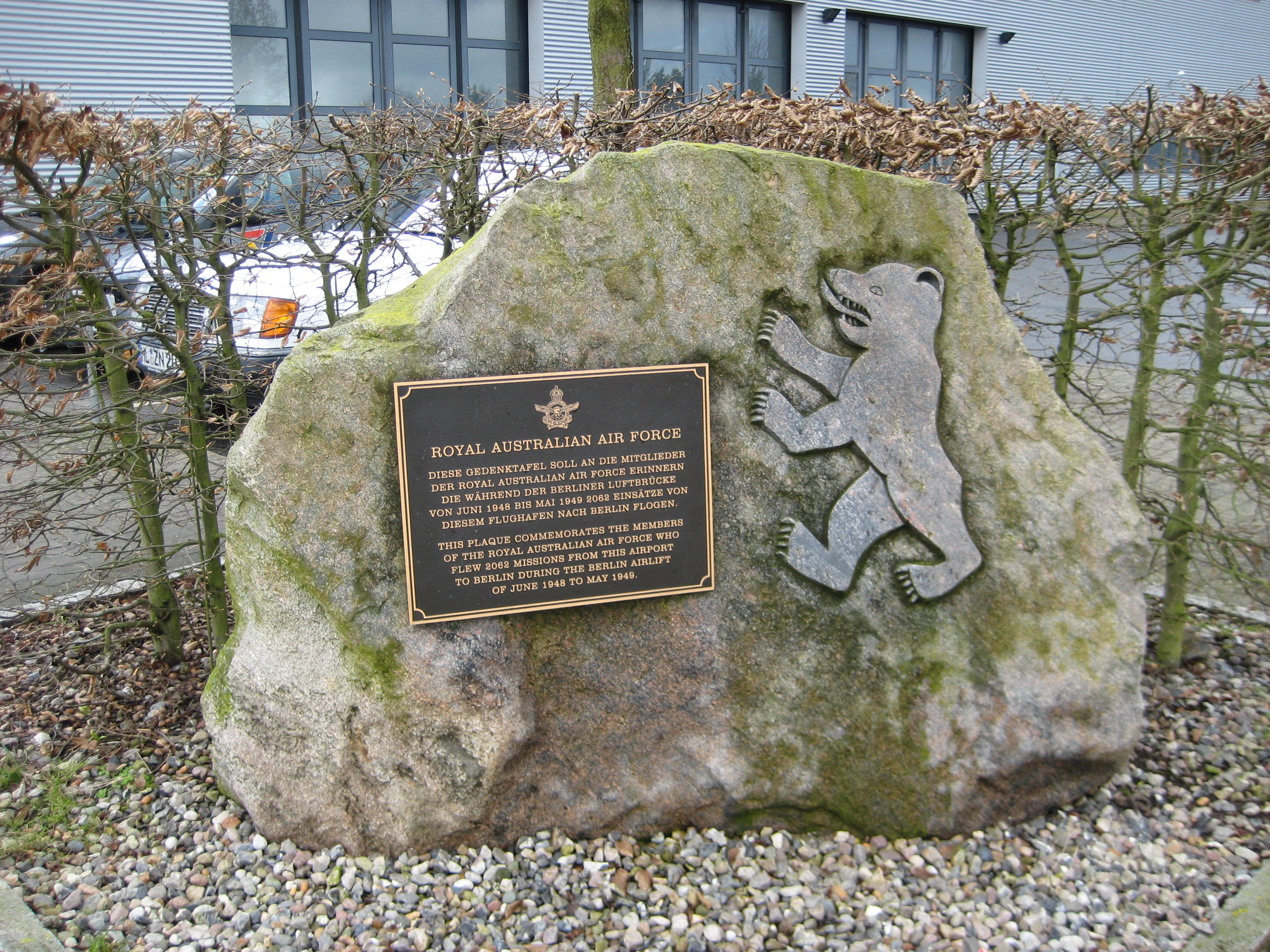
Gedenkstein auf dem Flughafen Lübeck-Blankensee zur Erinnerung an die Flüge der Royal Australian Air Force, 2008

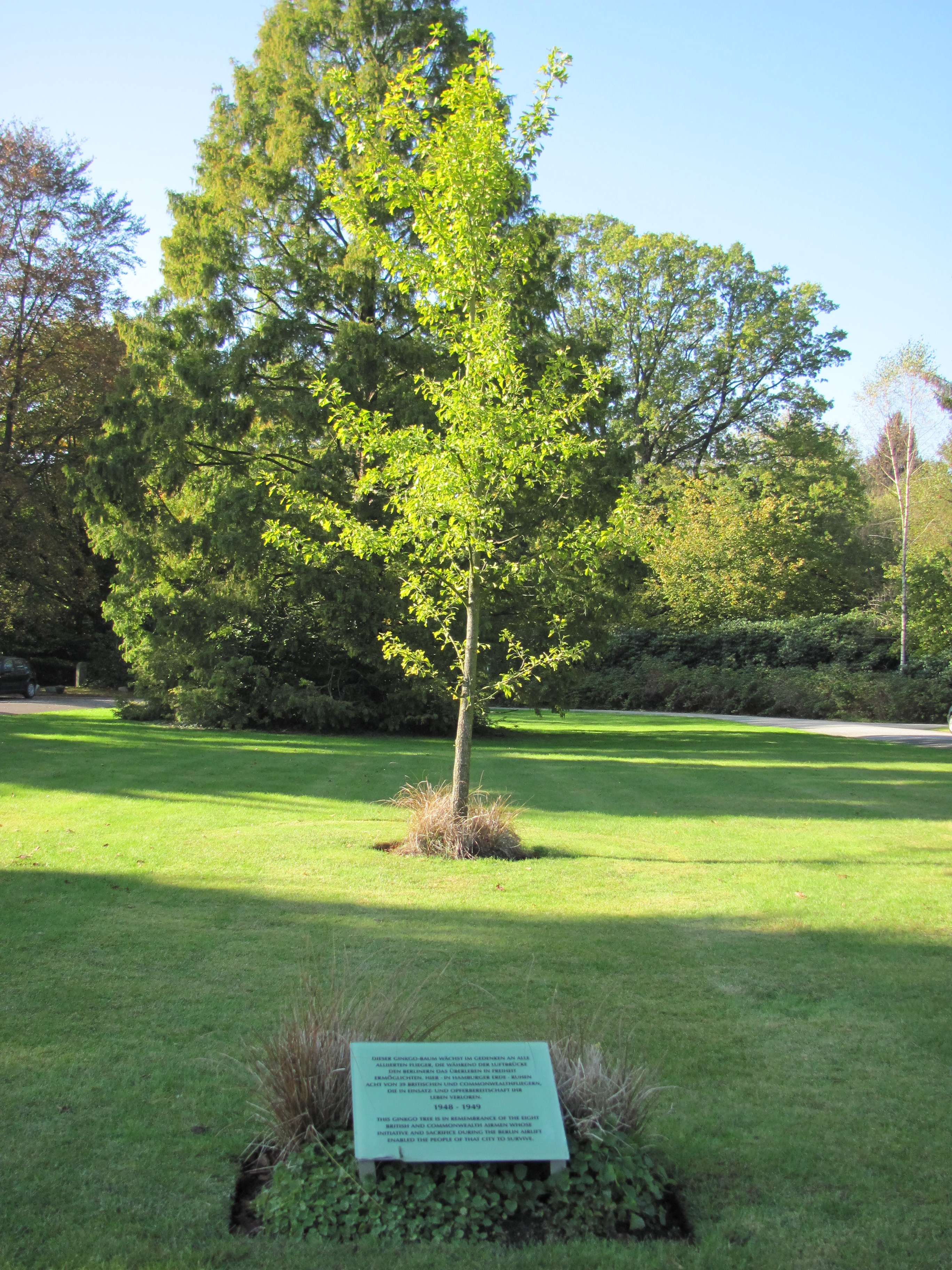
Ginkgobaum und Erinnerungstafel an die auf dem Friedhof Ohlsdorf in Hamburg beigesetzten Opfer der Berliner Luftbrücke

Seit 1951 erinnert in Berlin das von Eduard Ludwig geschaffene Luftbrückendenkmal am Platz der Luftbrücke vor dem Flughafen Tempelhof an die Opfer der Luftbrücke. Später wurden weitere baugleiche Denkmäler beim Flughafen Frankfurt und – in etwas kleinerer Ausführung – im Ortsteil Wietzenbruch der Stadt Celle nahe dem Fliegerhorst Wietzenbruch/Immelmann-Kaserne Heeresflugplatz Celle errichtet.
Am Fliegerhorst Faßberg lädt ein Luftbrückenmuseum zur Auseinandersetzung mit der Geschichte ein. Auch im AlliiertenMuseum in der Clayallee 135 nimmt die Luftbrücke breiten Raum ein. Am Fliegerhorst Erding wurde die Militärsiedlung Williamsville nach einem der verunglückten Piloten benannt. Am 11. Mai 2012 wurde vor dem Towergebäude des ehemaligen Flugplatzes Gatow ein neues Denkmal eingeweiht, das die Ausstellung einer auf dem Flugplatz beherbergten Außenstelle des Militärhistorischen Museums der Bundeswehr ergänzt. Es besteht aus einer C-47 der Royal Australian Air Force, die bei der Berliner Luftbrücke eingesetzt wurde, und einem Gedenkstein.
1959 wurde durch Willy Brandt die gemeinnützige Stiftung „Luftbrückendank“ errichtet. Nach seinem Spendenaufruf kamen rund 1,6 Millionen Mark (kaufkraftbereinigt in heutiger Währung: rund 4,5 Millionen Euro) zusammen. Aus den Zinsen des Stiftungskapitals konnten Angehörige der Opfer der Luftbrücke finanziell unterstützt werden. Heute fördert die Stiftung Projekte und Ideen, die sich mit dem Thema „Luftbrücke und Berlin-Blockade“ auseinandersetzen.
An die auf dem Friedhof Ohlsdorf in Hamburg beigesetzten Opfer der Berliner Luftbrücke erinnern eine Tafel und ein Ginkgobaum.

### Besuch Kennedys zum 15. Jahrestag der Luftbrücke
Anlässlich des 15. Jahrestags des Beginns der Luftbrücke, kurz nach dem Bau der Berliner Mauer, besuchte erstmals ein US-Präsident, John F. Kennedy, West-Berlin. Seine berühmte Jubiläumsrede am 26. Juni 1963 vor dem Rathaus Schöneberg „Ich bin ein Berliner“ diente der Bekräftigung der während der Luftbrücke bewiesenen Solidarität und Unterstützung des US-amerikanischen Volkes für den Freiheitswillen der Bevölkerung von (ganz) Berlin.

### Fest der Luftbrücke
Am 12. Mai 2019 wurde zum 70. Jahrestag der Luftbrücke in den Hangars und auf dem Vorfeld des Flughafens Tempelhof unter dem Motto Feiern und Erinnern – ein Fest für die ganze Familie das Fest der Luftbrücke begangen. Unter den zahlreichen Zeitzeugen war auch der 98-jährige amerikanische Luftbrückenpilot Gail Halvorsen.

### 70. Jahrestag des Endes der Berliner Luftbrücke
Vom 10. bis 15. Juni 2019 organisierte eine Privatinitiative den 70. Jahrestag mit 25 historischen Flugzeugen auf allen wesentlichen Flugplätzen im Westen die Luftbrücke. Zusammen mit der U.S. Army in Wiesbaden wurde eine Großveranstaltung in den Hangars und auf dem Vorfeld der Clay-Kaserne und mit der Bundeswehr auf den Luftbrücken-Flugplätzen in Schleswigland / Jagel und Faßberg ausgerichtet. Darunter 21 Rosinenbomber vom Typ C-47 und DC-3 aus den USA und Europa. Unter dem Motto 70th anniversary of the end of the Berlin Airlift und Die Rückkehr der Rosinenbomber wurde die Veranstaltungen durch zahlreiche Verbände und Organisationen sowie die Stadt Wiesbaden und Faßberg unterstützt. Unter den zahlreichen Zeitzeugen war auch der 98-jährige amerikanische Luftbrückenpilot Gail Halvorsen, der mit einer historischen Douglas C-47 eingeflogen und von der Flughafenfeuerwehr mit einer traditionellen Wasserkaskade als Pilot geehrt wurde. Mehr als 45.000 Teilnehmer besuchten die Veranstaltung in Wiesbaden. Auf den Flugplätzen in Faßberg und Schleswigland besuchten zusammen mehr als 100.000 Teilnehmer die Jubiläumsveranstaltung. In Berlin konnten abschließend alle drei Luftbrücken-Flughäfen Tempelhof, Tegel und Gatow im Tiefflug überflogen werden.

### RadfahrtCandy B. Graveller
Seit 2017 organisiert Gunnar Fehlau eine jährliche Selbstversorger-Radfahrt ohne
Zeitnehmung auf einer für Gravelbikes zugeschnittenen Route entlang des Flugkorridors der ehemaligen „Candy B(omber)“. Die Teilnehmer starten gemeinsamem oder individuell und transportieren ein kleines CARE-Paket vom Luftbrückendenkmal in Frankfurt/Main über Darmstadt, Aschaffenburg und Fulda zum Luftbrückendenkmal in Berlin – 550–640 km weit, teilweise über Singletrails.

## Filme
- Operation Vittles, Dokumentarfilm, 1948
- Die Luftbrücke – Nur der Himmel war frei, 2005, mit Ulrich Tukur, Heino Ferch, Bettina Zimmermann und Ulrich Noethen. 186 min[63]
- Die Luftbrücke. Dokumentarfilm, ZDF 2005. Gezeigt bei Phoenix am 26. Juli 2014, 20:15–21:45 Uhr. (Dokumentaraufnahmen, Zeitzeugen)
- Es begann mit einem Kuß Spielfilm, USA 1950